# Småbladet lind
Småbladet lind (Tilia cordata) - også kaldt skovlind - er et op til 30 meter højt træ, der i Danmark vokser i skove og som plantes i parker og alléer. Til forskel fra storbladet lind er bladstilke og årsskud helt hårløse. Træet er næst efter egen det længstlevende danske træ og var tidligere blandt de almindeligste skovtræer i Danmark.

## Beskrivelse
Småbladet lind er et stort løvfældende træ med en bred kegleformet vækstform. Stammen er kort og tyk, og den deler sig hurtigt i et antal konkurrerende topskud. Hovedgrenene er bredt overhængende med opadvendte spidser. Barken er først gul (med rød lysside) og glat. Senere bliver den mere ru og grå, og til sidst er den grå og opsprækkende i smalle furer. Knopperne er spredte, ægformede, store, røde og hårløse med to knopskæl.
Bladene er runde til skævt hjerteformede med fint takket rand og kort spids. Oversiden er mørkegrøn, mens undersiden er blå(grå)-grøn. Høstfarven er gul, men ganske kortvarig. Træet blomstrer lang tid efter løvspring i juli, hvor de små, gulligthvide og stærkt duftende blomster søges meget af bier. Blomsterne er samlet i små kvaste. Frugterne er vingede nødder, som modner godt og spirer villigt. Frømodning er sjælden her i landet på grund af dårlige bestøvningsforhold. Der skal være mindst to kloner for at lave frø foruden et bistade i nærheden. Kimplanter af småbladet lind har afvigende, lønneagtige blade.
Rodnettet er opbygget med en kraftig lodret pælerod, et hjerteformet system af hovedrødder, og et tæt forgrenet net af overfladiske finrødder.
Højde x bredde og årlig tilvækst: 25 x 20 (30 x 30 cm/år).

### Forveksling
Arten forveksles ofte med parklind. Selvom planterne ligner småbladet lind, så kan de godt være småbladede sterile kloner af parklind. Da parklind vokser hurtigere end forældrearterne på grund af krydsningens frodighed, så vil den koste mindre at fremstille, og er derfor ofte foretrukket af planteskoler.

## Voksested
Indtil engang i bronzealderen var arten et af de mest almindelige skovtræer i Danmark, og indtil midten af det 7. århundrede var det småbladet lind, som havde den plads i løvskoven, som bøgen nu har overtaget.
Småbladet lind vokser nu hist og her i hele landet, men især i den sydlige del af Danmark. Desuden findes den i resten af Vest- og Centraleuropa. Her danner den blandingsskove med akselrøn, avnbøg, fuglekirsebær, småbladet elm, spidsløn, stilkeg og tarmvridrøn på varm, mineralrig bund.

## Anvendelse
Småbladet lind plantes som park- og allétræ. Den trives bedst på den bedre jord, men kan også klare sig på ringere jord. Den vokser gerne kystnært. Den kan stå i både sol og en del skygge, og giver selv megen skygge.
Småbladet lind tåler kraftig beskæring hele livet. Skud og grene er vinterføde for hjortevildt, de små hårde frugter samles af mus og fugle, hvis de er blevet bestøvet, så der er kerne i dem. Lindeblomsterne er én af de vigtigste sene trækkilder for bierne. Træet angribes af bladlus og linde-spindemider.
De hurtigt omsættelige blade forbedrer jordbunden (mulddannende). Træet er næst efter egen det længstlevende danske træ, og det kan anvendes som spredt indblanding overalt både langs kanter og inde i plantninger. Planteafstand mindst 10 meter.
Småbladet lind foretrækker jord med en pH-værdi på mellem 5-8. Hårdhedszone 3-7 (USDA Hardiness Zone). Træet foretrækker fugtig, veldrænet jordbund, men kan overleve oversvømmelse; den er ikke særlig tolerant overfor tørke. Den klarer sig ikke godt i jorder med højt saltindhold.

## Kendte lindetræer
Davindelinden plantet 1816 i Davinde

## Galleri
- Billeder af Småbladet lind
- Vækstform
- Modne frugter
- Bark
- Knopper
- Bestøver: Bombus hypnorum
- Høstfarve
- Habitat (Draved naturskov)
- Lindete